# Saint-Siméon (Seine-et-Marne)
Pour les articles homonymes, voir Saint-Siméon.
Saint-Siméon est une commune française située dans le département de Seine-et-Marne en région Île-de-France.

## Géographie

### Localisation
Saint-Siméon est situé à 9 km à l'ouest de La Ferté-Gaucher, à 11 km à l'est de Coulommiers et à 55 km au nord-est de Melun.

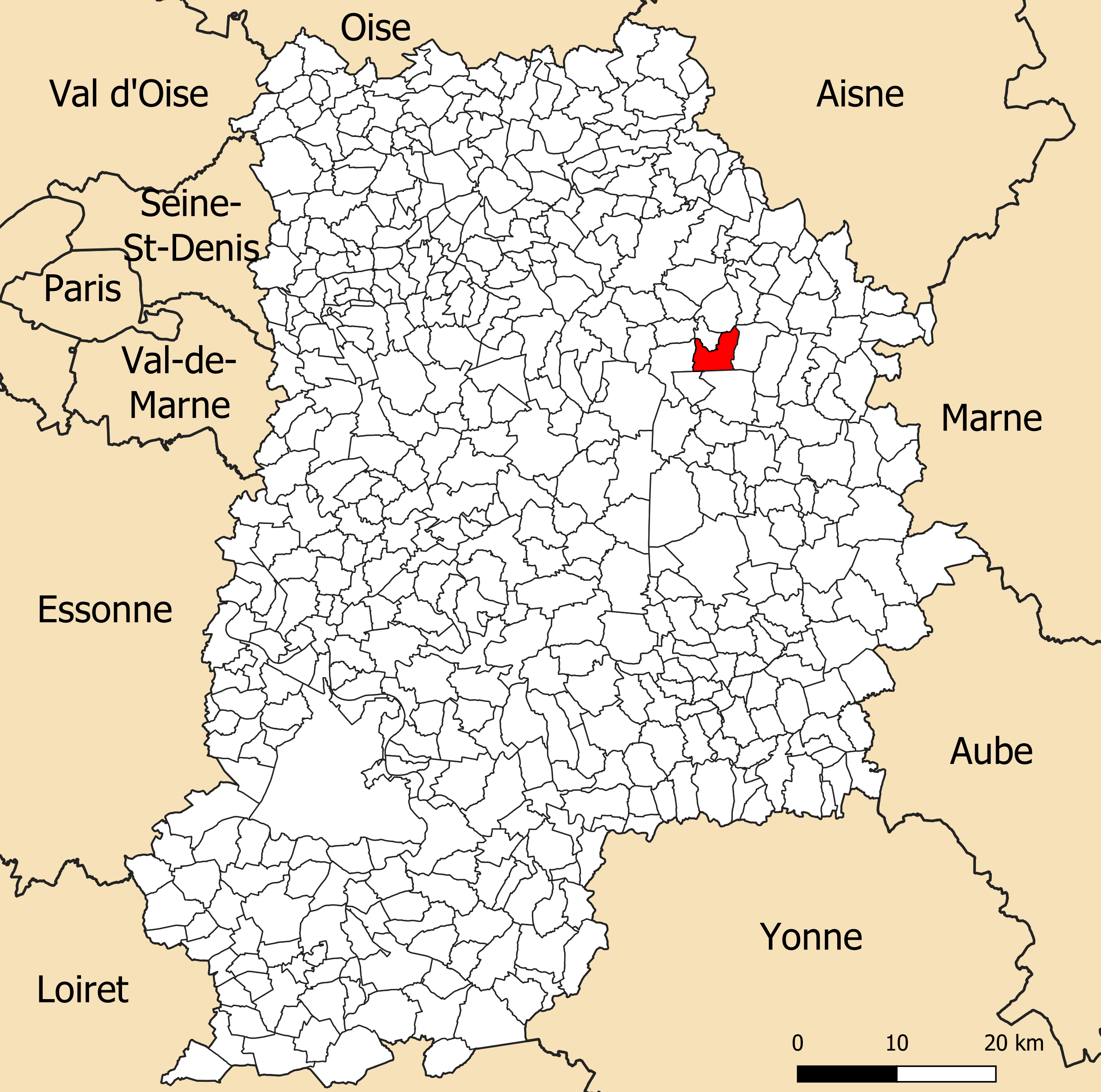
Localisation de la commune de Saint-Siméon dans le département de Seine-et-Marne.

### Communes limitrophes

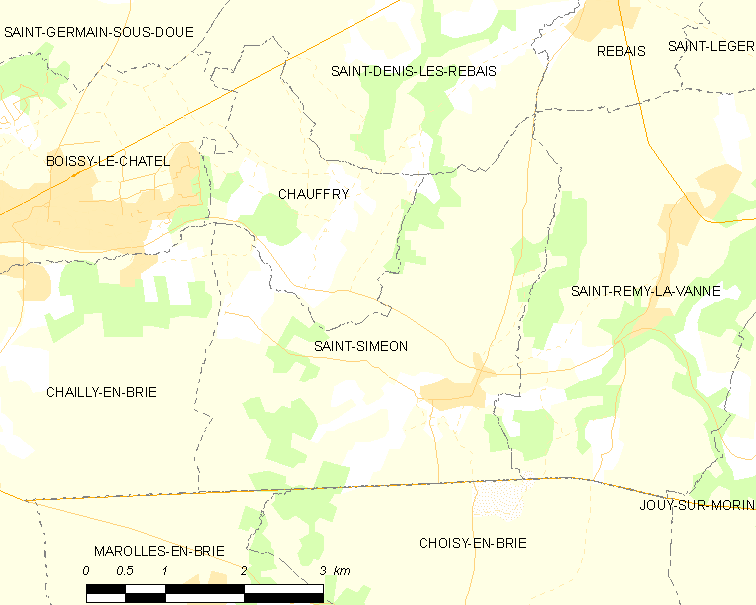
Carte des communes limitrophes de Saint-Siméon.

| Chauffry         | Saint-Denis-lès-Rebais | Rebais              |
| Chailly-en-Brie  | Saint-Siméon           | Saint-Rémy-la-Vanne |
| Marolles-en-Brie |                        | Choisy-en-Brie      |

### Géologie et relief
Le village se trouve en bas d'un coteau sur la rive gauche du Grand Morin, pratiquement au confluent du Vannetin. Son altitude varie de 76 mètres à 161 mètres pour le point le plus haut, le centre du bourg se situant à environ 99 mètres d'altitude (mairie). Elle est classée en zone de sismicité 1, correspondant à une sismicité très faible.

### Hydrographie

#### Réseau hydrographique

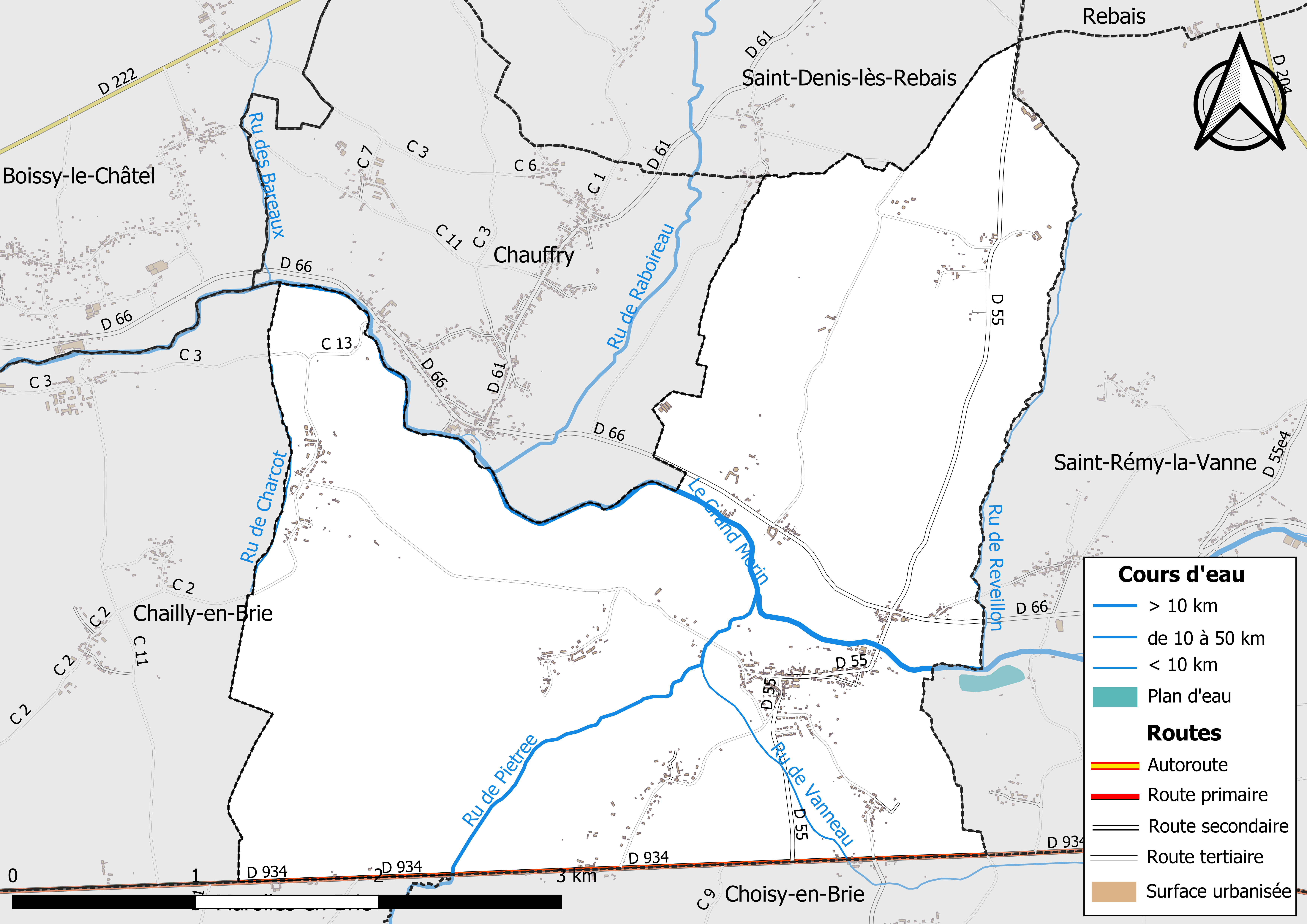
Carte des réseaux hydrographique et routier de Saint-Siméon.

Le réseau hydrographique de la commune se compose de sept cours d'eau référencés :
- la rivière le Grand Morin, longue de 118,16 km[3], affluent en rive gauche de la Marne, ainsi que :
  - un bras[4] de 0,16 km[5] ;
  - un bras[4] de 0,22 km[6] ;
  - le ru de Réveillon, 2,77 km[7], et ;
  - le ru de Piétrée ou Vannetin, long de 18,63 km[8], affluents du Grand Morin ;
    - le ru de Vanneau, 3,06 km[9] qui conflue avec le Vannetin ;
- le ru de Charcot, 1,35 km[10].

La longueur totale des cours d'eau sur la commune est de 10,14 km.

#### Gestion des cours d'eau
Afin d’atteindre le bon état des eaux imposé par la Directive-cadre sur l'eau du 23 octobre 2000, plusieurs outils de gestion intégrée s’articulent à différentes échelles : le SDAGE, à l’échelle du bassin hydrographique, et le SAGE, à l’échelle locale. Ce dernier fixe les objectifs généraux d’utilisation, de mise en valeur et de protection quantitative et qualitative des ressources en eau superficielle et souterraine. Le département de Seine-et-Marne est couvert par six SAGE, au sein du bassin Seine-Normandie.
La commune fait partie du SAGE « Petit et Grand Morin », approuvé le 21 octobre 2016. Le territoire de ce SAGE comprend les bassins du Petit Morin (630 km2) et du Grand Morin (1 185 km2). Le pilotage et l’animation du SAGE sont assurés par le syndicat mixte d'aménagement et de gestion des Eaux (SMAGE) des 2 Morin, qualifié de « structure porteuse ».

### Climat
Pour des articles plus généraux, voir Climat de l'Île-de-France et Climat de Seine-et-Marne.
En 2010, le climat de la commune est de type climat océanique dégradé des plaines du Centre et du Nord, selon une étude du CNRS s'appuyant sur une série de données couvrant la période 1971-2000. En 2020, Météo-France publie une typologie des climats de la France métropolitaine dans laquelle la commune est exposée à un climat océanique altéré et est dans la région climatique Nord-est du bassin Parisien, caractérisée par un ensoleillement médiocre, une pluviométrie moyenne régulièrement répartie au cours de l’année et un hiver froid (3 °C).
Pour la période 1971-2000, la température annuelle moyenne est de 10,9 °C, avec une amplitude thermique annuelle de 14,9 °C. Le cumul annuel moyen de précipitations est de 729 mm, avec 11,7 jours de précipitations en janvier et 8 jours en juillet. Pour la période 1991-2020, la température moyenne annuelle observée sur la station météorologique la plus proche, située sur la commune de Chevru à 7 km à vol d'oiseau, est de 11,2 °C et le cumul annuel moyen de précipitations est de 697,7 mm,. Pour l'avenir, les paramètres climatiques de la commune estimés pour 2050 selon différents scénarios d'émission de gaz à effet de serre sont consultables sur un site dédié publié par Météo-France en novembre 2022.

### Milieux naturels et biodiversité

#### Réseau Natura 2000

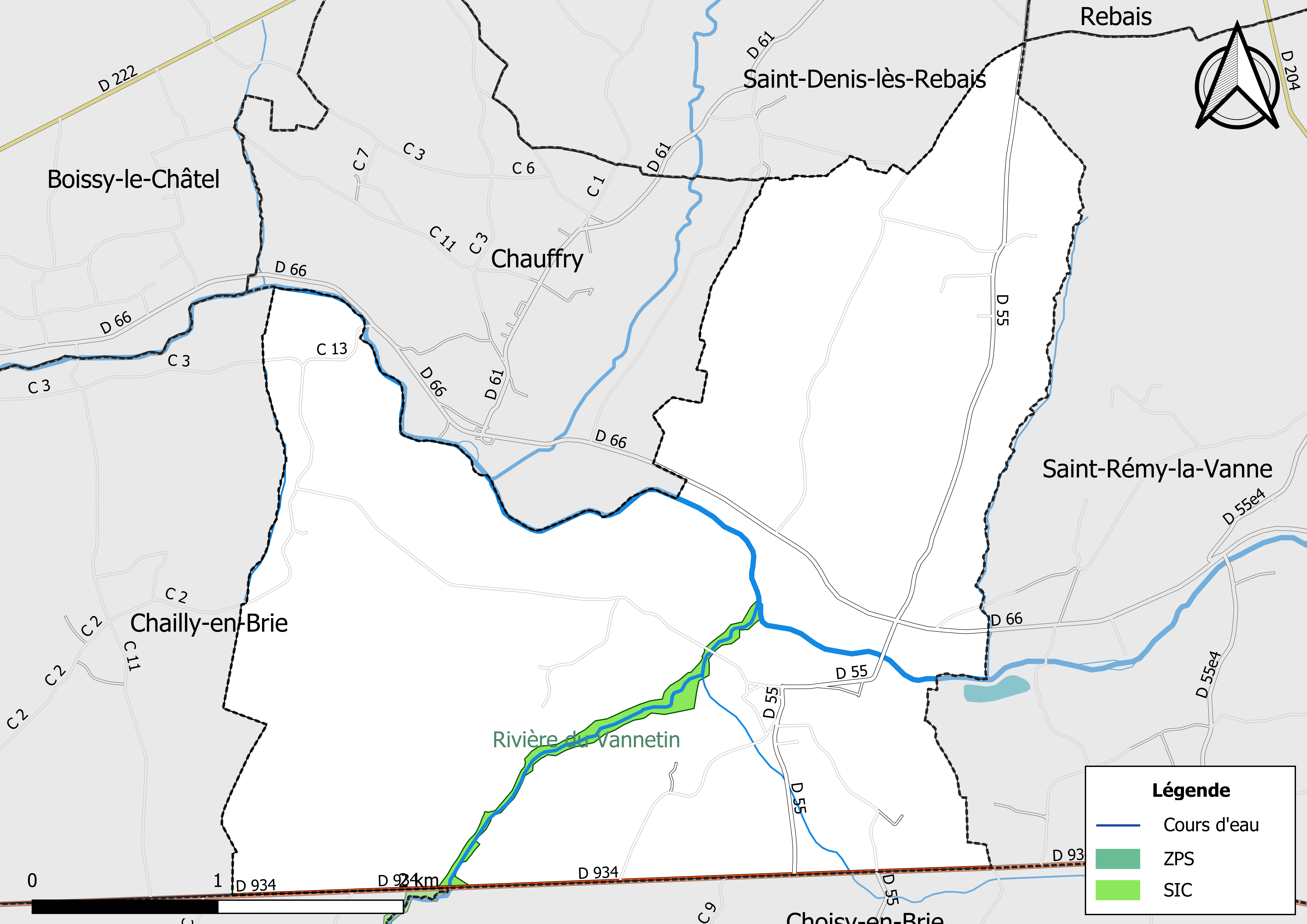
Sites Natura 2000 sur le territoire communal.

Le réseau Natura 2000 est un réseau écologique européen de sites naturels d’intérêt écologique élaboré à partir des Directives « Habitats » et « Oiseaux ». Ce réseau est constitué de Zones spéciales de conservation (ZSC) et de Zones de protection spéciale (ZPS). Dans les zones de ce réseau, les États Membres s'engagent à maintenir dans un état de conservation favorable les types d'habitats et d'espèces concernés, par le biais de mesures réglementaires, administratives ou contractuelles.
Un site Natura 2000 a été défini sur la commune au titre de la « directive Habitats », : 
- la « Rivière du Vannetin », d'une superficie de 63,3 ha, une rivière de première catégorie piscicole située dans un contexte agricole encore varié et extensif mais qui a conservé des écosystèmes naturels particulièrement riches pour la région Île-de-France. Ce cours d’eau accueille des populations de Lamproie de Planer et de Chabot. La Loche de rivière a aussi été observée sur le site[23],[24].

#### Zones naturelles d'intérêt écologique, faunistique et floristique

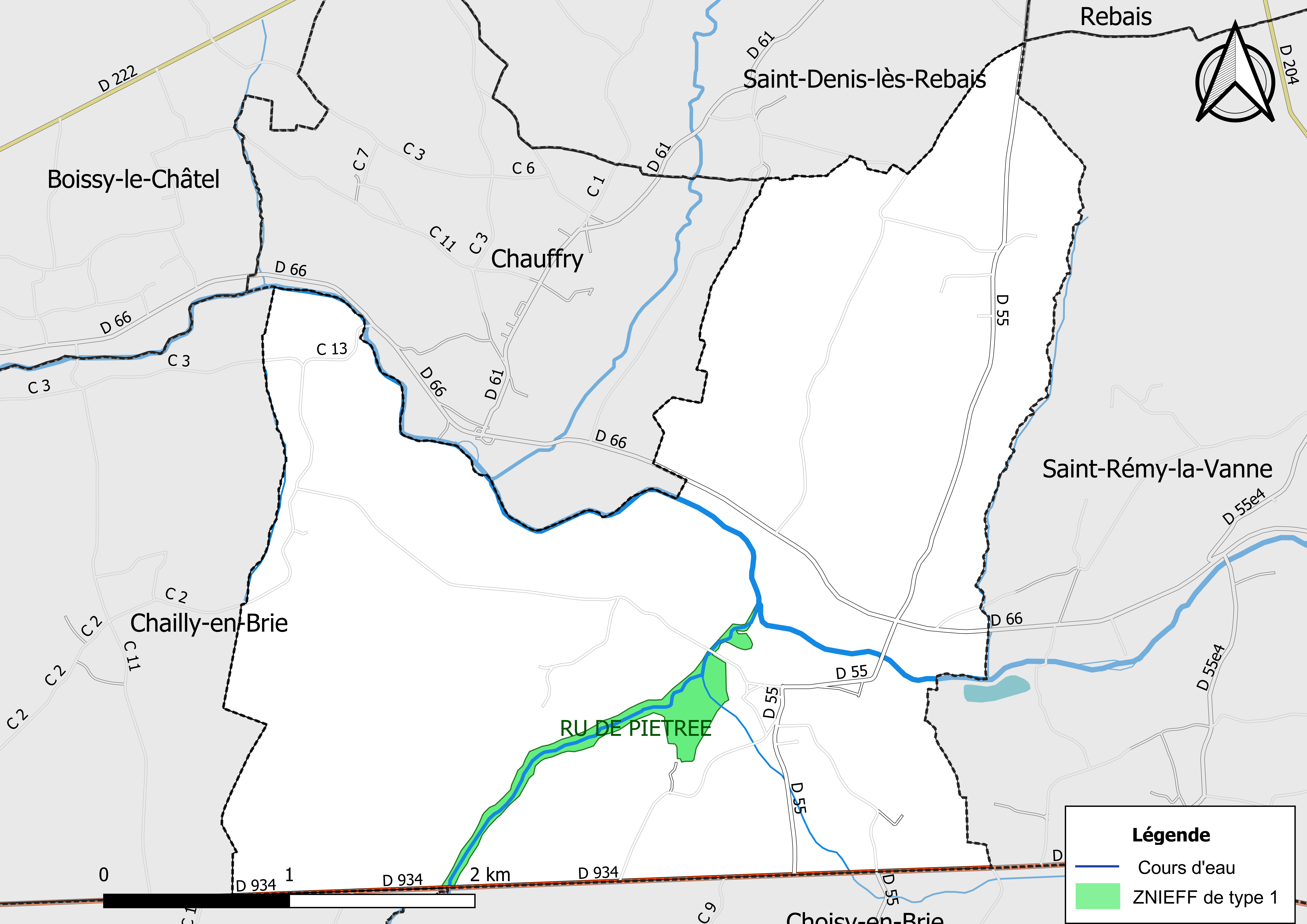
Carte des ZNIEFF de type 1 localisées sur la commune.

L’inventaire des zones naturelles d'intérêt écologique, faunistique et floristique (ZNIEFF) a pour objectif de réaliser une couverture des zones les plus intéressantes sur le plan écologique, essentiellement dans la perspective d’améliorer la connaissance du patrimoine naturel national et de fournir aux différents décideurs un outil d’aide à la prise en compte de l’environnement dans l’aménagement du territoire.
Le territoire communal de Saint-Siméon comprend une ZNIEFF de type 1,,, 
le « Ru de Piétrée » (25,74 ha).

## Urbanisme

### Typologie
Au 1er janvier 2024, Saint-Siméon est catégorisée commune rurale à habitat dispersé, selon la nouvelle grille communale de densité à sept niveaux définie par l'Insee en 2022.
Elle est située hors unité urbaine. Par ailleurs la commune fait partie de l'aire d'attraction de Paris, dont elle est une commune de la couronne,. Cette aire regroupe 1 929 communes,.

### Lieux-dits et écarts
La commune compte 164 lieux-dits administratifs répertoriés consultables ici (source : le fichier Fantoir).
Le tiers de la population est domicilié dans le chef-lieu de la commune, le reste s'éparpille dans une vingtaine d'écarts dont les plus peuplés sont les hameaux de Charcot, du Grand Mont, de la Montagne (où se trouve la gare et les laiteries, et qui, bientôt, ne devrait faire qu'un avec le chef-lieu, en raison de constructions nouvelles), de la Vanne, Réveillon, de Mondollot, de la Vacherie, des Bordes.

### Occupation des sols
L'occupation des sols de la commune, telle qu'elle ressort de la base de données européenne d’occupation biophysique des sols Corine Land Cover (CLC), est marquée par l'importance des territoires agricoles (84,5 % en 2018), une proportion sensiblement équivalente à celle de 1990 (85,3 %). La répartition détaillée en 2018 est la suivante : 
terres arables (73,2% ), forêts (12,3% ), prairies (6,7% ), zones agricoles hétérogènes (4,6% ), zones urbanisées (3,2 %).
Parallèlement, L'Institut Paris Région, agence d'urbanisme de la région Île-de-France, a mis en place un inventaire numérique de l'occupation du sol de l'Île-de-France, dénommé le MOS (Mode d'occupation du sol), actualisé régulièrement depuis sa première édition en 1982. Réalisé à partir de photos aériennes, le Mos distingue les espaces naturels, agricoles et forestiers mais aussi les espaces urbains (habitat, infrastructures, équipements, activités économiques, etc.) selon une classification pouvant aller jusqu'à 81 postes, différente de celle de Corine Land Cover,,. L'Institut met également à disposition des outils permettant de visualiser par photo aérienne l'évolution de l'occupation des sols de la commune entre 1949 et 2018.

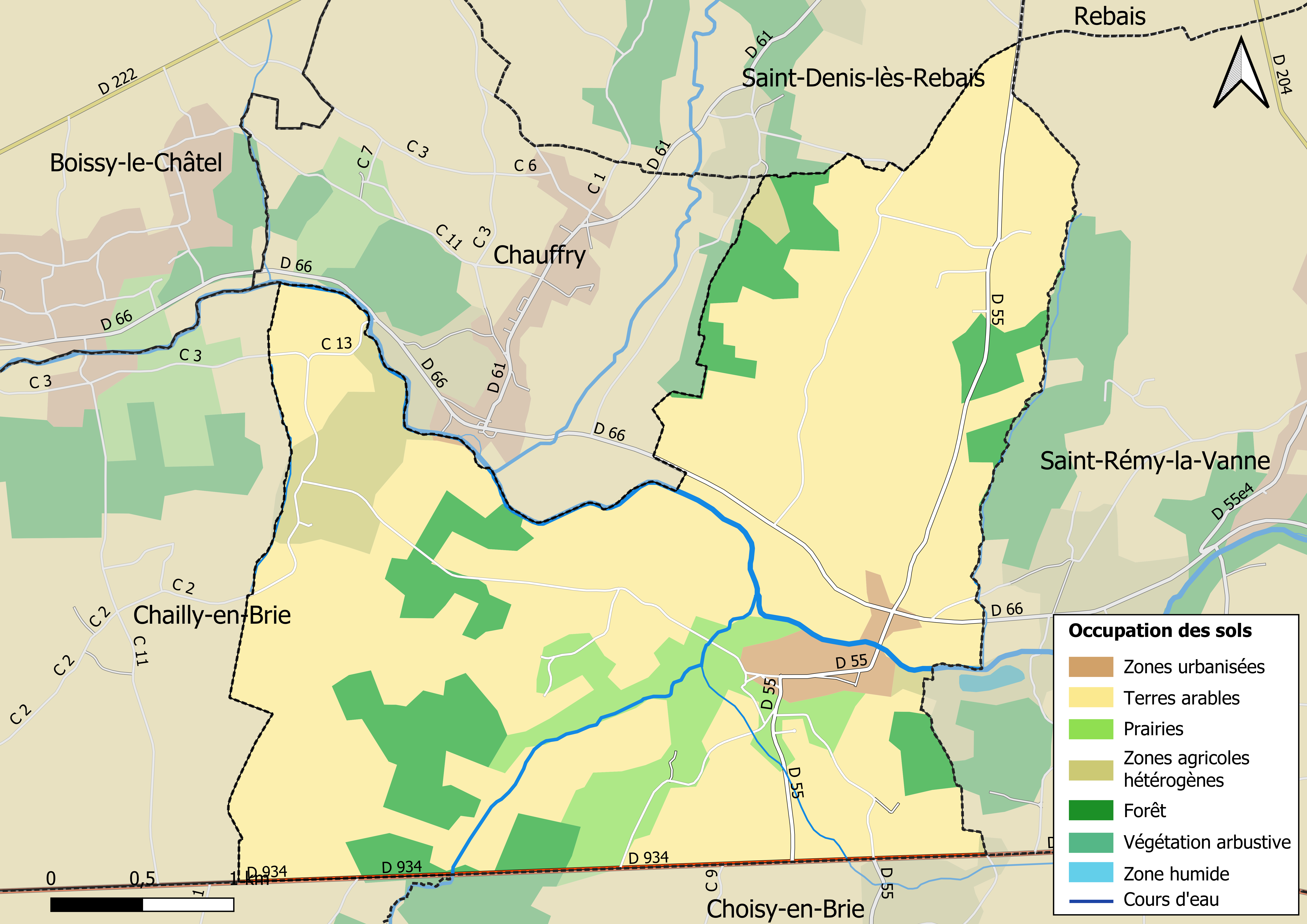
Carte des infrastructures et de l'occupation des sols en 2018 (CLC) de la commune.
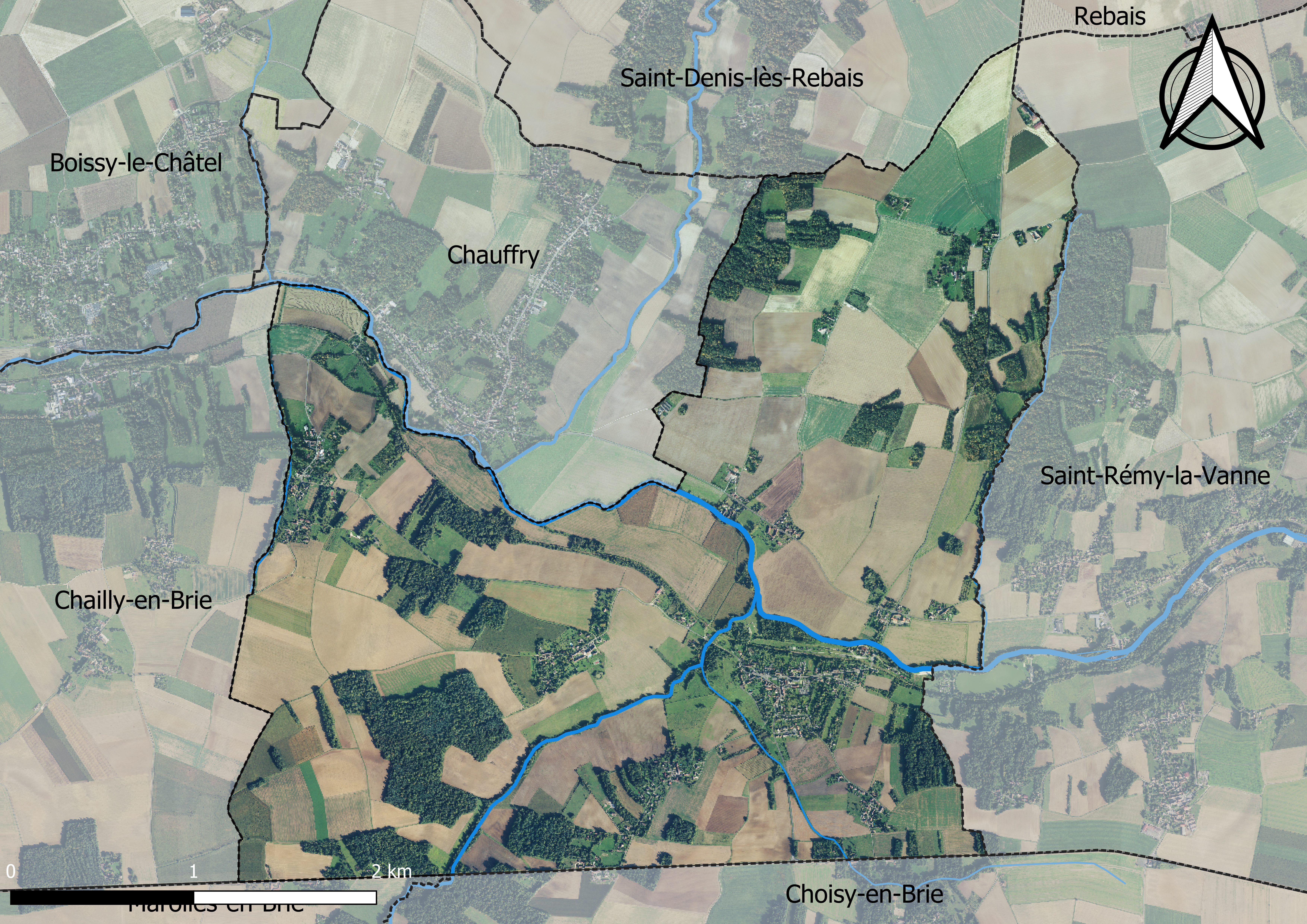
Carte orhophotogrammétrique de la commune.

### Planification
La commune, en 2019, avait engagé l'élaboration d'un plan local d'urbanisme intercommunal couvrant le territoire de la communauté de communes des Deux Morin, prescrit le 28 juin 2018, était en élaboration,.

### Habitat et logement
En 2019, le nombre total de logements dans la commune était de 406, alors qu'il était de 444 en 2014 et de 434 en 2009.
Parmi ces logements, 85,9 % étaient des résidences principales, 6,7 % des résidences secondaires et 7,4 % des logements vacants. Ces logements étaient pour 92,3 % d'entre eux des maisons individuelles et pour 6,9 % des appartements.
Le tableau ci-dessous présente la typologie des logements à Saint-Siméon en 2019 en comparaison avec celle de Seine-et-Marne et de la France entière. Une caractéristique marquante du parc de logements est ainsi une proportion de résidences secondaires et logements occasionnels (6,7 %) supérieure à celle du département (3 %) et à celle de la France entière (9,7 %). Concernant le statut d'occupation de ces logements, 88,8 % des habitants de la commune sont propriétaires de leur logement (86,7 % en 2014), contre 61,8 % pour la Seine-et-Marne et 57,5 pour la France entière.
| Typologie                                               | Saint-Siméon | Seine-et-Marne | France entière |
| ------------------------------------------------------- | ------------ | -------------- | -------------- |
| Résidences principales (en %)                           | 85,9         | 90,2           | 82,1           |
| Résidences secondaires et logements occasionnels (en %) | 6,7          | 3              | 9,7            |
| Logements vacants (en %)                                | 7,4          | 6,8            | 8,2            |

### Voies de communication et transports
La principale route qui permet d'y accéder est le chemin de grande communication no 55 de Nanteuil-sur-Marne à Provins.
Le village est desservi par le chemin de fer (compagnie de l'Est, ligne de Gretz à Sézanne).
La commune possède une gare, sur la ligne de Gretz-Armainvilliers à Sézanne ; mais les derniers trains ont été remplacés par des cars.

## Toponymie
Jusqu’au IVe siècle le village s’appelle Villa-Alte (« Ville-Haute »), puis  Apud Sanctum Simeonem vers 1172 ; Ecclesia Sancti Simeonis de Vana en 1201 ; Saint Symeon en 1265.
Ce lieu et son église sont voués à Saint Siméon le Stylite.
Au cours de la Révolution française, la commune porte le nom d'Union en 1793.

## Politique et administration

### Rattachements administratifs et électoraux

#### Rattachements administratifs
La commune se trouve depuis 1926 dans l'arrondissement de Provins du département de la Seine-et-Marne.
Elle faisait partie depuis 1793 du canton de La Ferté-Gaucher. Dans le cadre du redécoupage cantonal de 2014 en France, cette circonscription administrative territoriale a disparu, et le canton n'est plus qu'une circonscription électorale.

#### Rattachements électoraux
Pour les élections départementales, la commune est membre depuis 2014 du  canton de Coulommiers
Pour l'élection des députés, elle fait partie de la quatrième circonscription de Seine-et-Marne.

### Intercommunalité
Saint-Siméon était membre de la communauté de communes de la Brie des Morin, un établissement public de coopération intercommunale (EPCI) à fiscalité propre créé fin 2010  et auquel la commune avait transféré un certain nombre de ses compétences, dans les conditions déterminées par le code général des collectivités territoriales.
Dans le cadre des dispositions de la loi portant nouvelle organisation territoriale de la République du 7 août 2015, qui prévoit que les établissements publics de coopération intercommunale (EPCI) à fiscalité propre doivent avoir un minimum de 15 000 habitants, cette intercommunalité a fusionné avec sa voisine pour former, le 1er janvier 2017, la communauté de communes des Deux Morin dont est désormais membre la commune.

### Liste des maires
| Période                                  | Période                  | Identité            | Étiquette | Qualité                                                                           |
| ---------------------------------------- | ------------------------ | ------------------- | --------- | --------------------------------------------------------------------------------- |
| Les données manquantes sont à compléter. |                          |                     |           |                                                                                   |
| mai 1971                                 | 1977                     | Eugène D'Hondt      |           |                                                                                   |
| mars 1977                                | mars 1983                | René Doerler        |           |                                                                                   |
| mars 1983                                | août 2017                | Guy Simon           |           | Garagiste Démissionnaire                                                          |
| octobre 2017                             | En cours (au 5 mai 2022) | Renée Chabrillanges |           | Vice-présidente de la CC des Deux Morin (2020 → ) Réélue pour le mandat 2020-2026 |

## Équipements et services

### Eau et assainissement
L’organisation de la distribution de l’eau potable, de la collecte et du traitement des eaux usées et pluviales relève des communes. La loi NOTRe de 2015 a accru le rôle des EPCI à fiscalité propre en leur transférant cette compétence. Ce transfert devait en principe être effectif au 1er janvier 2020, mais la loi Ferrand-Fesneau du 3 août 2018 a introduit la possibilité d’un report de ce transfert au 1er janvier 2026,.

#### Assainissement des eaux usées
En 2020, la gestion du service d'assainissement collectif de la commune de Saint-Siméon est assurée par  le SITEU de Chauffry, Saint-Rémy, Saint-Siméon pour la collecte, le transport et la dépollution. Ce service est géré en délégation par une entreprise privée, dont le contrat arrive à échéance le 31 décembre 2026,,.
L’assainissement non collectif (ANC) désigne les installations individuelles de traitement des eaux domestiques qui ne sont pas desservies par un réseau public de collecte des eaux usées et qui doivent en conséquence traiter elles-mêmes leurs eaux usées avant de les rejeter dans le milieu naturel. Le Syndicat mixte d'assainissement du Nord-Est  (SIANE) assure pour le compte de la commune le service public d'assainissement non collectif (SPANC), qui a pour mission de vérifier la bonne exécution des travaux de réalisation et de réhabilitation, ainsi que le bon fonctionnement et l’entretien des installations,.

#### Eau potable
En 2020, l'alimentation en eau potable est assurée par le syndicat de l'Eau de l'Est seine-et-marnais (S2E77) qui gère le service en régie,,.

## Population et société

### Démographie
L'évolution du nombre d'habitants est connue à travers les recensements de la population effectués dans la commune depuis 1793. Pour les communes de moins de 10 000 habitants, une enquête de recensement portant sur toute la population est réalisée tous les cinq ans, les populations de référence des années intermédiaires étant quant à elles estimées par interpolation ou extrapolation. Pour la commune, le premier recensement exhaustif entrant dans le cadre du nouveau dispositif a été réalisé en 2008.

En 2022, la commune comptait 895 habitants, en évolution de −0,44 % par rapport à 2016 (Seine-et-Marne : +3,92 %, France hors Mayotte : +2,11 %).
| 1793 | 1800 | 1806 | 1821 | 1831 | 1836 | 1841 | 1846 | 1851 |
| ---- | ---- | ---- | ---- | ---- | ---- | ---- | ---- | ---- |
| 537  | 643  | 648  | 672  | 718  | 745  | 851  | 851  | 863  |

| 1856 | 1861 | 1866 | 1872 | 1876 | 1881 | 1886 | 1891 | 1896 |
| ---- | ---- | ---- | ---- | ---- | ---- | ---- | ---- | ---- |
| 810  | 800  | 763  | 657  | 674  | 717  | 671  | 719  | 732  |

| 1901 | 1906 | 1911 | 1921 | 1926 | 1931 | 1936 | 1946 | 1954 |
| ---- | ---- | ---- | ---- | ---- | ---- | ---- | ---- | ---- |
| 701  | 710  | 700  | 633  | 647  | 656  | 615  | 574  | 606  |

| 1962 | 1968 | 1975 | 1982 | 1990 | 1999 | 2006 | 2008 | 2013 |
| ---- | ---- | ---- | ---- | ---- | ---- | ---- | ---- | ---- |
| 615  | 563  | 519  | 547  | 691  | 737  | 823  | 848  | 892  |

| 2018 | 2022 | - | - | - | - | - | - | - |
| ---- | ---- | - | - | - | - | - | - | - |
| 894  | 895  | - | - | - | - | - | - | - |

### Enseignement
Il existe une école à Saint-Siméon, regroupant les classes de maternelle et des CP. L'école fait partie d'un regroupement pédagogique intercommunal, avec celles du village voisin de Saint-Rémy-la-Vanne.

## Économie

### Revenus de la population et fiscalité
En 2018, le nombre de ménages fiscaux de la commune était de 348, représentant 908 personnes et la  médiane du revenu disponible par unité de consommation  de 24 710 euros.

### Secteurs d'activité

#### Entreprises et commerces
En 2019, le nombre d’unités légales et d’établissements (activités marchandes hors agriculture. ) par secteur d'activité était de 51 dont 4 dans l’industrie manufacturière, industries extractives et autres, 8 dans la construction, 12 dans le commerce de gros et de détail, transports, hébergement et restauration, 
6 dans l’Information et communication, 1 dans les activités immobilières, 8 dans les activités spécialisées, scientifiques et techniques et activités de services administratifs et de soutien, 4 dans l’administration publique, enseignement, santé humaine et action sociale et 8  étaient relatifs aux autres activités de services.
En 2020, 8 entreprises ont été créées sur le territoire de la commune, dont 6 individuelles.
Au 1er janvier 2021, la commune ne disposait pas d’hôtel et de terrain de camping.

#### Agriculture
Saint-Siméon est dans la petite région agricole dénommée les « Vallées de la Marne et du Morin », couvrant les vallées des deux rivières, en limite de la Brie. En 2010, l'orientation technico-économique de l'agriculture sur la commune est la polyculture et le polyélevage.
Si la productivité agricole de la Seine-et-Marne se situe dans le peloton de tête des départements français, le département enregistre un double phénomène de disparition des terres cultivables (près de 2 000 ha par an dans les années 1980, moins dans les années 2000) et de réduction d'environ 30 % du nombre d'agriculteurs dans les années 2010. Cette tendance se retrouve au niveau de la commune où le nombre d’exploitations est passé de 10 en 1988 à 6 en 2010. Parallèlement, la taille de ces exploitations diminue, passant de 94 ha en 1988 à 34 ha en 2010.
Le tableau ci-dessous présente les principales caractéristiques des exploitations agricoles de Saint-Siméon, observées sur une période de 22 ans : 
|                                      | 1988 | 2000 | 2010 |
| ------------------------------------ | ---- | ---- | ---- |
| Dimension économique,                |      |      |      |
| Nombre d’exploitations (u)           | 10   | 12   | 6    |
| Travail (UTA)                        | 21   | 17   | 4    |
| Surface agricole utilisée (ha)       | 944  | 969  | 206  |
| Cultures                             |      |      |      |
| Terres labourables (ha)              | 886  | 937  | s    |
| Céréales (ha)                        | 630  | 591  | s    |
| dont blé tendre (ha)                 | 447  | 419  | s    |
| dont maïs-grain et maïs-semence (ha) | 161  | 79   | s    |
| Tournesol (ha)                       | 56   |      |      |
| Colza et navette (ha)                | s    | s    | s    |
| Élevage                              |      |      |      |
| Cheptel (UGBTA)                      | 46   | 20   | 31   |

## Culture locale et patrimoine

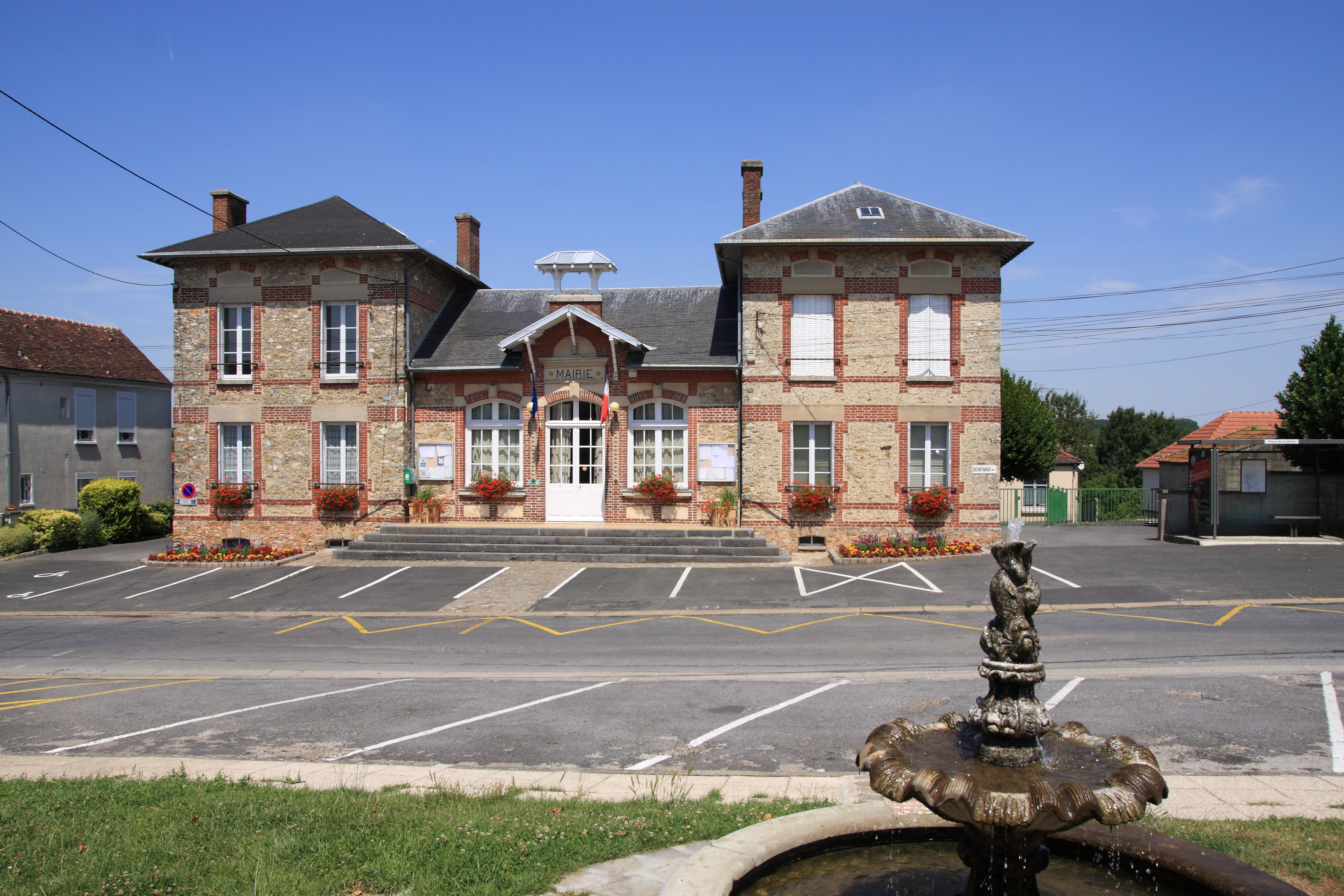
La mairie.

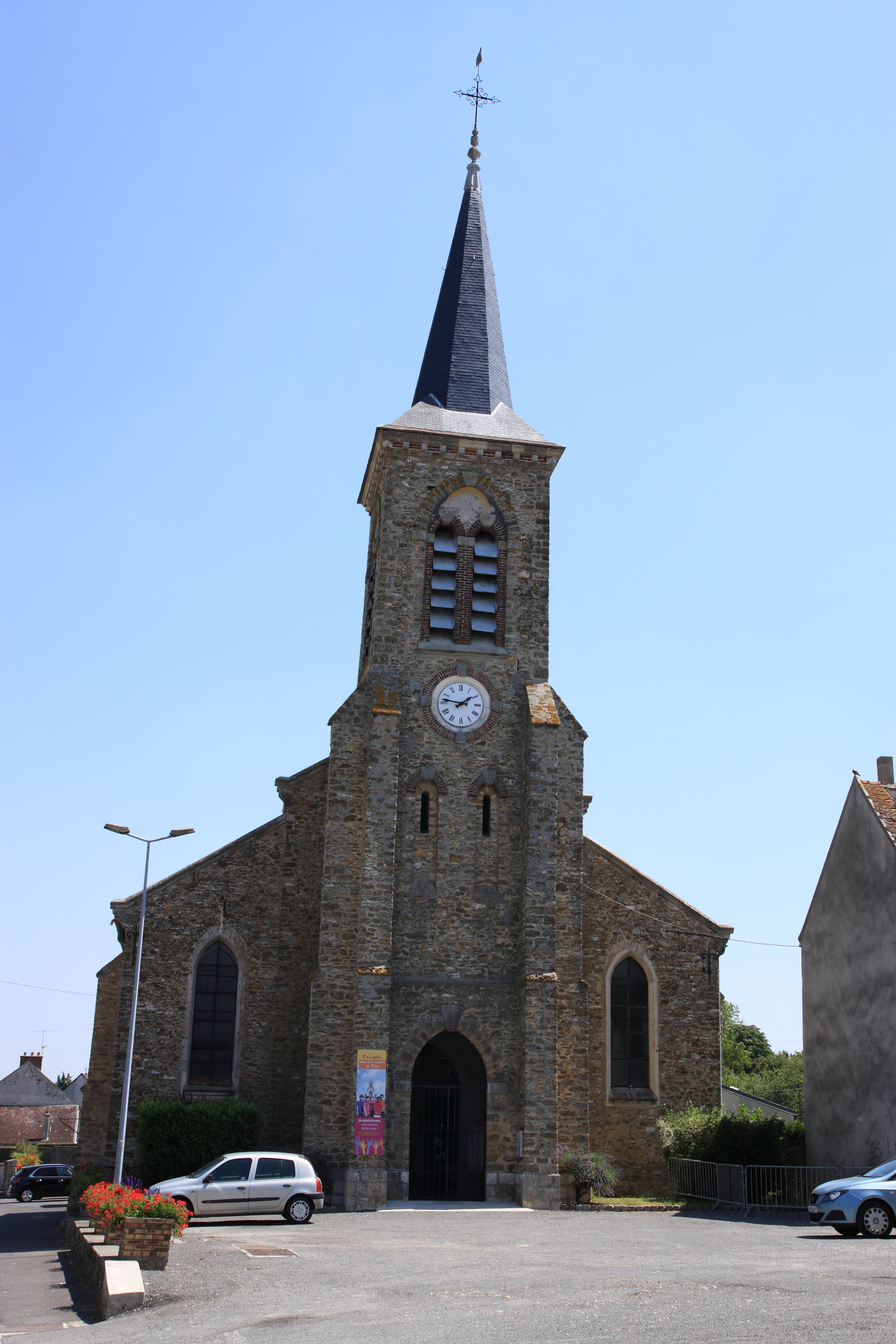
L'église Saint-Siméon.

### Lieux et monuments
- Église dédiée à Saint-Siméon de style néo-gothique, (XIXe siècle).

Reconstruite en 1869 sous le second Empire. L'intérieur de l'église a la particularité d'avoir été  entièrement peint entre 1890 et 1896 dans le style néo-gothique.
Bâtiment  Inscrit MH (1997)
- La mairie, ancienne école construite au XIXe siècle.
- Fontaine Saint-Siméon (XIXe siècle).
- La commune est traversée par le sentier de grande randonnée 14 (GR 14).

### Patrimoine naturel
- Le « site Natura 2000 de la rivière du Vannetin »[67]

### Personnalités liées à la commune
Vanessa Paradis s'y marie le 30 juin 2018 à proximité du domaine des Sources où elle a passé une partie de son enfance.